# Зимонт, Давид Иосифович
Давид Иосифович Зимонт (18 июля 1883 года, Заблудово Белостокского уезда Гродненской губернии — 1961) — ученый-отоларинголог, доктор медицинских наук, профессор.

## Биография
Давид Иосифович Зимонт родился 18 июля 1883 года в с. Заблудово, Белостокский уезд Гродненской губернии. Детство Д. Зимонта прошло в городе Таганроге. Там же он в 1902 году окончил гимназию.
Высшее медицинское образование получал: 5 семестров медицинского факультета — в Московском университете, 2 семестра — во Франции в городе Монпелье, 3 семестра в 1908 году в Лозаннском университете Швейцарии.
В 1908 году в Харьковском университете сдал Государственные экзамены на звание лекаря, потом два года работал на строительстве Ейской железной дороги.
В 1910 году в Петербурге учился на курсах по хирургии и оториноларингологии. Затем уехал в Москву. В 1911 году работал в ЛОР отделении Старо-Екатерининской больницы, с 1912 по 1914 год — в больнице  города Люберцы. После сдачи в 1914 году докторантского экзамена в Московском университете работал в Калужской земской губернской больнице. В начале Первой Мировой войны был призван в армию. В годы службы по материалам работ написал монографию "Лечение огнестрельных ранений".
После окончания войны приехал в Ростов-на-Доу, работал ординатором госпитальной хирургической клиники профессора Н. А. Богораза. С 1919 года был зав. стационарного ЛОР отделения клиники, расситанного на 40 коек.
В 1921 году Д. И. Зимонт  организовал стационарное ЛОР отделение в Ростовской Первой Советской больнице. Работал там заведующим, одновременно преподавал в Ростовском университете.
В 1925 году защитил докторскую диссертацию на тему: "О лечении среднего уха после оперативного вскрытия его полостей", а через год начал читать курс "Внутричерепные заболевания" на базе кафедры госпитальной хирургии ростовского университета.
В 1928 году три месяца изучал в клиниках Парижа (проф. Фолэйкен) и Берлина (проф. Леметр) методы оперирования лобных пазух. В 1929 году был избран зав. кафедрой Ташкенсткого Средне-Азиатского медицинского института, а в 1931 году — зав. ЛОР кафедрой Ростовского медицинского института.
В годы Великой Отечественной войны работал профессором ЛОР кафедры Ташкентского медицинского института и, одновременно — ведущим хирургом специализированного госпиталя.
После войны вернулся в Ростов, занимался восстановлением ЛОР клиники, где и работал до 1953 года.  В 1950 году тяжело заболел, перенес несколько операций в московских клиниках, после чего  вернулся к работе зав. кафедрой в Ростовском медицинском институте.
В 1953 году был арестован по "делу врачей", а после реабилитации уехал в Москву, где работал зав. отделением опухолей головы и шеи в Онкологическом центре им. П. А. Герцена (Ныне Московский научно-исследовательский онкологический институт имени П. А. Герцена).
Область научных интересов: отоларингология, проведение операций носа, мозга (при гнойных лептоменингитах), эндоскопия, ЛОР онкология.
Учениками профессора Д. И. Зимонта в разное время были доктора медицинских наук Е. Н.Новик (докторская диссертация — «Лечение рубцовых стенозов пищевода стационарными трубками», Ф. П. Мирзоев, А. Р. Ханамиров, кандидаты медицинских наук М. М. Тер-Оганесян (1938), B. A. Кац (1938), E. H. Новик (1940), T. B. Рыбак, С. И. Веслер.

## Труды
- Монография "Злокачественные новообразования носовой полости, придаточных пазух носа и глотки" (1948).
- "Злокачественные новообразования гортани" (1949).
- "Болезни, уха, горла и носа" в трех томах.
- Хирургия верхних дыхательных путей: Практическое руководство для врачей: В 2 томах. Ростов н/Д : Ростиздат, 1940-1948. - 2 т.
- Злокачественные опухоли полости носа, околоносовых пазух и глотки. Клиника и лечение. Медгиз, 1957 г.
- Рак гортани. Советы врача. Медгиз, 1960 г.
- Хирургические болезни носа, придаточных пазух носа и глотки, 1940 г.